# دختری چون من: داستان گوئن آرائوخو
دختری چون من: داستان گوئن آرائوخو (انگلیسی: A Girl Like Me: The Gwen Araujo Story) یک فیلم تلویزیونی درام زندگی‌نامه‌ای به کارگردانی آگنیشکا هولاند است که در سال ۲۰۰۶ منتشر شد.
این فیلم بازگوکنندهٔ وقایع مربوط به قتل «گوئن آرائوخو» در سال ۲۰۰۲ است که یک زن ترنس نوجوان بود و پس از اینکه آشنایانش متوجه شدند او دارای اندام تناسلی مردانه است، به طرز فجیعی او را به قتل رساندند.
این فیلم در هجدهمین دورهٔ اهدای جوایز رسانه‌ای گلد برندهٔ جایزهٔ «فیلم تلویزیونی یا مینی سریال برجسته» شد.

## گزیدهٔ بازیگران
- جی دی پاردو در نقش «گوئن آرائوخو»
- مرسدس روئل
- اَوِن جوگیا
- لوپه اونتیوروس
- هنری دارو
- کوری استول
- نولان جرارد فانک
- نیکول مونیوز